# 笹岡繁蔵
笹岡 繁蔵（ささおか しげぞう、1948年5月5日 - 1998年8月31日）は、日本の男性声優。福島県出身。

## 経歴
所属事務所は黒沢良事務所、江崎プロダクション、ぷろだくしょんバオバブを経て、最後は九プロダクションに所属していた。
1998年8月31日、腸チフスのため死去。50歳没。

## 人物
役柄としては悪の皇帝、ちょっと怖い刑事で知られていた。
千葉耕市を恩師だと語っている。亡くなる直前までCHK声優センターで講師をつとめていた。柔道二段。趣味は絵画、野球。

## 後任
笹岡の死後、持ち役を引き継いだ人物は以下の通り。
| 後任       | 役名                       | 概要作品                                             | 後任の初担当作品               |
| ---------- | -------------------------- | ---------------------------------------------------- | ------------------------------ |
| 大友龍三郎 | ガデス                     | 『マシンロボ クロノスの大逆襲』                      | 『スーパーロボット大戦IMPACT』 |
| 大友龍三郎 | ガナン                     | 『機甲戦記ドラグナー』                               | 『スーパーロボット大戦MX』     |
| 大友龍三郎 | Qボス（C級工作員リーダー） | 『ジャイアントロボ THE ANIMATION -地球が静止する日』 | 『スーパーロボット大戦α』      |
| 大友龍三郎 | 皇帝ワルーサ               | 『絶対無敵ライジンオー』                             | 『スーパーロボット大戦GC』     |
| 大友龍三郎 | シュワルビネガー           | 『魔神英雄伝ワタル』                                 | 『スーパーロボット大戦X』      |
| 大友龍三郎 | 風鬼                       | 『忍たま乱太郎』                                     | 第5期第89話                    |
| 大友龍三郎 | 黒古毛般蔵                 | 『忍たま乱太郎』                                     | 第5期第92話                    |
| 山寺宏一   | スペード銃士               | 『それいけ!アンパンマン』                            | TBA                            |
| 中博史     | スペード銃士               | 『それいけ!アンパンマン』                            | TBA                            |
| 銀河万丈   | 妖邪帝王・阿羅醐           | 『鎧伝サムライトルーパー』                           | 『サンライズ英雄譚R』          |
| 郷里大輔   | ガナン                     | 『機甲戦記ドラグナー』                               | 『サンライズ英雄譚R』          |
| 三宅健太   | ザン・ギャック             | 『魔神英雄伝ワタル』                                 | 『CR魔神英雄伝ワタル』         |
| 田中一永   | 兵士                       | 『西部悪人伝』TBS版                                  | DVD版追加収録部分              |
| 浦山迅     | 常光寺与エ門               | 『忍たま乱太郎』                                     | 第17期                         |
| 乃村健次   | 常光寺与エ門               | 『忍たま乱太郎』                                     | 第20期                         |
| 松山鷹志   | ガラパチーノ               | 『魔動王グランゾート』                               | 『スーパーロボット大戦DD』     |

## 出演
太字はメインキャラクター。

### テレビアニメ
1974年
- 科学忍者隊ガッチャマン（ギャラクター兵士 他）
- ゼロテスター
- 破裏拳ポリマー（むささび党、警官）

1975年
- タイムボカン（1975年 - 1976年、盗賊、昆虫人、月の人A）

1976年
- ブロッカー軍団IVマシーンブラスター（地獄警察、人夫頭）
- ポールのミラクル大作戦（隊長、兵士B、紙の動物馬、老木）

1977年
- ルパン三世（1977年 - 1980年）

1978年
- 家なき子
- 宇宙魔神ダイケンゴー（ゴーリッキ）
- 科学忍者隊ガッチャマンII（ギャラコン隊長、ギャラクター兵士 他）

1979年
- サイボーグ009（1979年 - 1980年、ゴルク、クレイマー、長老、オーディン〈2代目〉）
- 未来ロボ ダルタニアス（隊長）

1980年
- 宇宙戦艦ヤマトIII（副官、山上トモ子の夫）
- 科学忍者隊ガッチャマンF（ガリオス）
- 鉄腕アトム（モンブラン、監督）
- 伝説巨神イデオン（フォルモッサ博士、管制員、兵士、参謀A、参謀）
- トム・ソーヤーの冒険（ヘンドリック、村人 / 証人B）
- ドラえもん（テレビ朝日版第1期）
- とんでも戦士ムテキング（ドラキュラ）
- フウムーン
- 無敵ロボ トライダーG7（ジャッカル）
- 燃えろアーサー 白馬の王子（バスラー、ワルダン）

1981年
- あしたのジョー2
- 怪物くん（地上げ屋 他）
- 銀河旋風ブライガー（斬り込み隊長）
- 最強ロボ ダイオージャ
- 太陽の牙ダグラム（クローニ）
- 名犬ジョリィ（ラモー）
- ヤットデタマン（村人）

1982年
- おはよう!スパンク
- 銀河烈風バクシンガー（ガルパロ）
- じゃりン子チエ（東北の雷蔵）
- 戦闘メカ ザブングル
- 太陽の子エステバン
- ダッシュ勝平（剣道部員、幕下A）
- 魔法のプリンセス ミンキーモモ（ボスA、看守、係官、ガチョン・シンボリー、テキーラ、ジルジュ、バンチュラー、オーウェン）
- 野生のさけび

1983年
- 亜空大作戦スラングル（クライムボス）
- 機甲創世記モスピーダ（スネーク）
- キャッツ♥アイ（用心棒）
- 銀河漂流バイファム（クレーク）
- スペースコブラ（1982年 - 1983年）
- 聖戦士ダンバイン（ゴド・オン）
- 装甲騎兵ボトムズ（1983年 - 1984年、ダラム、大男）
- 特装機兵ドルバック（ドルガ）
- ピュア島の仲間たち
- フクちゃん（アントニオ榎木、プロレス会場の係員）

1984年
- アタッカーYOU!（大門松五郎監督）
- OKAWARI-BOY スターザンS（ボスロボット）
- ゴッドマジンガー（ゴッドマジンガー）
- 超力ロボ ガラット（1984年 - 1985年、グラッシュ、ナインシュタイン）
- ルパン三世 PARTIII（1984年 - 1985年）

1985年
- 蒼き流星SPTレイズナー（ガステン）
- おねがい!サミアどん
- 星銃士ビスマルク（ゲオス 他）
- タッチ（不良A）

1986年
- 忍者戦士飛影（頭領）
- Bugってハニー
- プロゴルファー猿（1986年 - 1987年、アンジェロ、ジミー）
- マシンロボ クロノスの大逆襲（ガデス）
- ロボタン

1987年
- アニメ三銃士（1987年 - 1989年、鉄仮面）
- ウルトラB（1987年 - 1989年、おじさん、侍）
- 機甲戦記ドラグナー（夫、諜報員、ガナン）
- ミスター味っ子（1987年 - 1989年、甲山）
- シティーハンター（牛次、大男、殺し屋A、男）

1988年
- エスパー魔美（坂本）
- 美味しんぼ（1988年 - 1989年、理事C、男A）
- 鉄拳チンミ（リュウヒ）
- 魔神英雄伝ワタル（1988年 - 1989年、シュワルビネガー、ザン・ギャック）
- 鎧伝サムライトルーパー（1988年 - 1989年、妖邪帝王アラゴ）

1989年
- 青いブリンク（サンタナ、バイオ、ルドルフ）
- 昆虫物語 みなしごハッチ（隊長）
- シティーハンター3（強盗A）
- ジャングルブック・少年モーグリ（1989年 - 1990年、シア・カーン）
- たいむとらぶるトンデケマン!（1989年 - 1990年、ランプの精、オラトル、ケネディ）
- まじかるハット（1989年 - 1990年、アレフ王）
- 魔動王グランゾート（ガラパチーノ、マジックン）
- ミラクルジャイアンツ童夢くん（ムササビの政）
- 桃太郎伝説（エンマ大王、竜之介、雑兵鬼 他）

1990年
- NG騎士ラムネ&40（トンデモン）
- 八百八町表裏 化粧師（大三郎、甚八）
- PEACH COMMAND 新桃太郎伝説（大魔神雷）
- ふしぎの海のナディア（サーカスの団長）
- 魔神英雄伝ワタル2（ルイ・オマカセイ、ダイ・トーリョー）
- 勇者エクスカイザー（村岡）
- ロビンフッドの大冒険（ディクスン）
- 笑ゥせぇるすまん

1991年
- OH!MYコンブ（辛味ワサビ）
- 緊急発進セイバーキッズ（カミンスキー 他）
- シティーハンター'91（林候賢）
- 絶対無敵ライジンオー（1991年 - 1992年、皇帝ワルーサ）
- 太陽の勇者ファイバード（1991年 - 1992年、佐津田刑事）

1992年
- おぼっちゃまくん（昴田〈2代目〉）
- さすらいくん
- それいけ!アンパンマン（バイキン大魔王、スペード銃士〈2代目〉）
- 大草原の小さな天使 ブッシュベイビー（ポンダ警部）
- 超電動ロボ 鉄人28号FX（1992年 - 1993年、ゾーン総統、隊長）
- 伝説の勇者ダ・ガーン（1992年 - 1993年、シアン）
- 見ると強くなる痛快!横綱アニメ ああ播磨灘（太刀風）
- YAWARA!（八重樫）

1993年
- クレヨンしんちゃん（風間くんの伯父さん、親分、ロイワー）
- 剣勇伝説YAIBA（ケロ介）
- 忍たま乱太郎（1993年 - 1998年、風鬼〈初代〉 / 両替屋、黒古毛般蔵〈初代〉、常光寺与ヱ門〈2代目〉）
- 熱血最強ゴウザウラー（デビルキャッチャー）
- 勇者特急マイトガイン（死神ワイルダー、般若丸）
- 幽☆遊☆白書（船長）

1994年
- 機動武闘伝Gガンダム（1994年 - 1995年、ダハール、マーキロット）
- SAMURAI SPIRITS 〜破天降魔の章〜（アースクェイク）
- とっても!ラッキーマン（会長〈初代〉）
- 魔法陣グルグル（魔王ギリ〈初代〉）
- 勇者警察ジェイデッカー（地底王 / ギガシュタイン）

1995年
- 愛天使伝説ウェディングピーチ（ハン魔ー）
- 黄金勇者ゴルドラン（1995年 - 1996年、ワルザック皇帝）
- 鬼神童子ZENKI（ゴウラ）
- 恐竜冒険記ジュラトリッパー（赤い爪）
- ストリートファイターII V（エダーン、ゾッチ）

1996年
- 快傑ゾロ（ジキール大尉）
- ゲゲゲの鬼太郎（第4作）（社長、大天狗）
- 名探偵コナン（1996年 - 1997年、川島英夫、江原時男）
- るろうに剣心 -明治剣客浪漫譚-（千両山）

1997年
- 金田一少年の事件簿（吉良勘治郎、黒沢和馬）
- 手塚治虫の旧約聖書物語（長老）
- マッハGoGoGo（2作目）（クロイツ）
- 烈火の炎（石王）

### 劇場アニメ
1981年
- 機動戦士ガンダムII 哀・戦士編（パイロット）

1982年
- あしたのジョー2

1986年
- GREY デジタル・ターゲット（コモン・ロペ）
- 魔物語 愛しのベティ（トーマ・ルタン）

1987年
- 宝島

1990年
- おじさん改造講座（春日部課長）

1994年
- クレヨンしんちゃん ブリブリ王国の秘宝（隊長）
- ストリートファイターII MOVIE（サガット）

1996年
- 映画 忍たま乱太郎（風鬼）

1997年
- スレイヤーズぐれえと（魔道士）
- ヘルメス－愛は風の如く（ミノタウロス）

### OVA
1986年
- バイオレンスジャック ハーレムボンバー（スラムキング）
- 炎トリッパー（村の男）

1987年
- スクーパーズ（ミスターX、ジョン）

1988年
- 傷追い人（ジョー）

1989年
- 銀河英雄伝説（コナリー少将）
- 沙羅曼蛇（ゴーファー）

1990年
- 力王 RIKI-OH VIOLENCE2 滅びの子（与那原）

1991年
- いしいひさいちの大政界（塚井三助）
- おざなりダンジョン 風の塔（悪党）
- 静かなるドン
- 創竜伝（古田義国）
- ドラゴンナイト（ブラックドラゴン）
- 帝都物語（森鷗外）
- 魔獣戦士ルナ・ヴァルガー（雷帝）

1992年
- イース 天空の神殿〜アドル・クリスティンの冒険（ダレス）
- ジャイアントロボ THE ANIMATION -地球が静止する日（1992年 - 1995年、C級工作員リーダー、ダンカン博士、李忠）
- ドラゴンスレイヤー英雄伝説 王子の旅立ち（アクダム）
- ドン 極道水滸伝（前川銀造）
- マグマ大使（ジャコブ）

1993年
- 今日から俺は!!（藤枝）
- その気にさせてよmyマイ舞（新宿おばば）

1994年
- GATCHAMAN（ベオルーク大統領）
- 装甲騎兵ボトムズ 赫奕たる異端（イリン・ノスコヴィッツ）

1995年
- 鬼切丸（鬼）
- ダーティペアFLASH2 / 3（1995年 - 1996年、ポポロ） - 2作品

1996年
- スレイヤーズすぺしゃる（ボス）

### ゲーム
1991年
- 惑星ウッドストック ファンキーホラーバンド（ジムモリ、デーモン）
- 電脳都市OEDO808 獣の属性（マクゼ・マラン、レナード・ニムル、井坂恭一、アリスター・デラム）

1993年
- ラングリッサー 〜光輝の末裔〜（カオス、ロード）

1995年
- ドラえもん 友情伝説ザ・ドラえもんズ（ムスタファ）

1996年
- ラングリッサーIII（ファーベル、カオス）

1997年
- パンツァーバンディット（ファラド）
- ラングリッサーI&II（ベルンハルト）

1999年
- 悠久のエデン（シード）

### CDブック
- BASTARD!! -暗黒の破壊神- 外伝 四天王邂逅篇 巻之二（ボン・ジョビーナ）
- ドラゴンクエスト列伝 ロトの紋章（1994年、ボルゴイ、ゾーマ）
- るろうに剣心 -明治剣客浪漫譚（1994年、比留間伍兵衛）

### 特撮
- ビーファイターカブト（1996年、暗黒合成獣トカスズラの声）

### 吹き替え

#### 映画
- アウトランド
- アニマル・ハウス（D・デイ〈ブルース・マッギル〉）※テレビ朝日版
- アリゲーター2（カーメン）※テレビ東京版
- アルカトラズからの脱出（ジョン・アングリン〈フレッド・ウォード〉）※テレビ朝日版
- インディ・ジョーンズ/最後の聖戦（サラー〈ジョン・リス＝デイヴィス〉、ハーフ・ブリード〈ジェフ・オハコ〉）※ソフト版
- ウィロー（ヴォンカー〈フィル・フォンダカーロ〉、ラグ）※ソフト版
- エイリアン3（アラン・ジュード、エドワード・ボッグス）※劇場公開版
- エクソシスト3（ステッドマン刑事〈ジョージ・ディセンゾ〉）※フジテレビ版
- オールウェイズ（パワーハウス〈キース・デイヴィッド〉）※VHS・DVD版
- オスロ国際空港/ダブル・ハイジャック（マイク）
- オレゴン魂
- オン・ザ・ラン/非情の罠（ルーの部下〈ロー・リエ〉）
- カリブの嵐（クジョー〈ジェフリー・ホールダー〉）※フジテレビ版
- カンニング・モンキー 天中拳（二十三面相の長男）※フジテレビ版
- カンフーキッド/好小子（運び屋）
- カンフーキッド2/悪ガキ6人衆（怪力男）※VHS版
- キャノンボール（バットマン、救急隊員〈ハル・ニーダム〉[20]）※フジテレビ版
- クイック・チェンジ（マリオ）
- グッドマン・イン・アフリカ（ピーター）
- グライド・イン・ブルー（キラー〈テリー・キャス〉）
- グローリー（背の高い奴隷、フレデリック・ダグラス）※日本テレビ版
- クロコダイル・ダンディー（ドンク）※フジテレビ版
- クロコダイル・ダンディー2（ドンク）※フジテレビ版
- 刑事ニコ/法の死角（スキーフ）※ソフト版
- ゴールデン・チャイルド（ティル）※フジテレビ版
- 荒野のドラゴン（ミクリヤ）
- 荒野の用心棒 ※テレビ朝日新録版
- ゴッド・ギャンブラー（ドラゴン〈チャールズ・ヒョン〉）※VHS版
- ゴッド・ギャンブラーII（黒ヒョウ〈ブラッキー・コー〉、ガウ〈シン・フィオン〉）※VHS版
- ゴッドファーザー PART III（アンソニー・スクイジャーロ〈ビト・アンツォフェルモ〉）※フジテレビ版
- サイバーロボ（ソニー・ピール）
- ザ・パッケージ/暴かれた陰謀（トーマス・ボイエット〈トミー・リー・ジョーンズ〉）
- サブウェイ・パニック（ジェームズ）
- サルバドル/遥かなる日々
- サンダーバード 劇場版（ザ・フッド）※VHS版
- サンダーバード6号（ザ・フッド）※VHS版
- シー・オブ・ラブ（テリー〈マイケル・ルーカー〉）※ソフト版
- JFK（ディーン・アンドリュース〈ジョン・キャンディ〉）※ソフト版
- 地獄のデビル・トラック（ハンディ〈フランキー・フェイソン〉）
- シティヒート（ニーノ〈ロバート・デヴィ〉）※フジテレビ版
- シノーラ（ハーランの手下）
- シャーキーズ・マシーン（モンゴル、ヘンダーソン）
- ジャングル・ブック（ブルデオ）※VHS版
- 重犯罪特捜班/ザ・セブン・アップス（トレダノ〈ジョー・スピネル〉）※テレビ朝日版
- 新キョンシーズ（モウ道士）
- シンドバッド虎の目大冒険 ※テレビ朝日版
- 新Mr.Boo!アヒルの警備保障（ハゲ頭の強盗）
- 新Mr.Boo!お熱いのがお好き（義眼〈ワン・チン〉）
- 新・桃太郎（赤鬼大魔王）
- スラップ・ショット（トミー・ハンラハン、ティム・マクラケン）※フジテレビ版
- 潜水艦X-1号（ノーマン・ケネディ〈カール・リッグ〉）
- センチネル（フランチーノ司祭〈アーサー・ケネディ〉）
- 空の大怪獣Q（ウェッブ〈トニー・ペイジ〉、現場監督）
- ゾンビ伝説（エルバート）
- ダークエンジェル（悪玉エイリアン・タレック〈マシアス・ヒューズ〉）
- ダーティハリー2（ハイジャック犯、ニック・ロイヤル）※フジテレビ版
- ターミナルフォース/叛逆のサイバーコップ（ゼウス〈デロン・マクビー〉）
- 大地震（ビリヤードの大男〈ハードボイルド・ハガティ〉）※TBS版
- ダイ・ハード（ジェームズ）※ソフト版、フジテレビ版
- タイムコップ（パーカー〈ケヴィン・マクナルティ〉）※テレビ朝日版
- 太陽にかける橋/ペーパー・タイガー（マーコ）
- タクシードライバー ※TBS版
- 007シリーズ
  - 007/ゴールドフィンガー（ミッドナイト）※NET版
  - 007/サンダーボール作戦（No.7）※TBS版
  - 007/ダイヤモンドは永遠に（マキシー）※TBS新録版
  - 007/死ぬのは奴らだ（ウェイター、漁師）※TBS新録版
  - 007/黄金銃を持つ男（ロドニー）※TBS版
  - ネバーセイ・ネバーアゲイン（リッペ〈パット・ローチ〉、ゲームの声）※機内上映版
- タワーリング・インフェルノ（スコット消防士〈フェルトン・ペリー〉）※フジテレビ版
- チャイナタウン（マルヴィヒル）
- チャイルド・プレイ（ジョン・ビショップ）
- 超高層プロフェッショナル（チェロキー〈ロバート・テシア〉）
- ツインズ（モリス・クレイン）※ソフト版
- 帝王伝説（ジェームズ〈ソニー・ランダム〉）
- テキサスSWAT
- デス・ハント（ディーク・デ・ブリアーギュ〈オーガスト・シェレンバーグ〉、猟師2）
- テネシー・ナイツ
- トム・ソーヤーの大冒険（エメット）※ソフト版
- ドラキュラ（トム・ヒンドリー）
- ドラグネット 正義一直線（エミール・マッズ〈ジャック・オハローラン〉）※機内上映版
- ドラゴン・イン/新龍門客棧（警備隊長）
- ドラゴン/ブルース・リー物語（ジョニー・サン、ベニー・セイルズ）※ソフト版
- ナポリと女と泥棒たち（フランク）※テレビ東京版
- ニューヨーク・ポリスストーリー/あの犬どもの背中を狙え（フレディ）
- ニンジャII/修羅ノ章（ブレイデンの部下〈プロフェッサー・タナカ〉）
- ノー・マーシィ/非情の愛
- バード・オン・ワイヤー（アルバート・ディックス〈ビル・デューク〉）※ソフト版
- ハード・ターゲット（ミスター・ロパッキ）※フジテレビ版
- ハード・トゥ・キル（マックス・クェンテロ〈ブランスコム・リッチモンド〉）※ソフト版
- バイオ・インフェルノ（ヴィック・フリント〈ジェリー・ハーディン〉、ウォルストン大尉）
- 白鯨（タシュテゴ）※TBS版
- バック・トゥ・ザ・フューチャー（マーヴィン・ベリー）※テレビ朝日版
- バトルランナー（バズソー）※テレビ朝日版
- パラダイス・パラダイス（シー〈ワン・チン〉）
- ハロウィン・インベーダー/火星人襲来!?（執行官）
- バロン（ヴァルカン〈オリヴァー・リード〉）※機内上映版、フジテレビ版
- ハワード・ザ・ダック/暗黒魔王の陰謀 ※フジテレビ版、TBS版
- ハンバーガー・ヒル（エリオット・“マック”・マクダニエル）
- 必殺処刑コップ（ラーソン〈ヤフェット・コットー〉）※VHS版
- フラッシュバック（スチューディ）
- ブラニガン（フレディ〈トニー・ブース〉）
- フランケンシュタイン（グリゴーリ〈ジミー・ユール〉）※ソフト版
- プリズン（ティニー〈タイニー・リスター・Jr.〉、チャーリー〈ケイン・ホッダー〉）
- ブルベイカー（エディ・コールドウェル〈エヴェレット・マッギル〉）
- プレシディオの男たち（バーの荒くれ者）※フジテレビ版
- フレッチ登場!/5つの顔を持つ男（ベン・ドーヴァー）※VHS版
- プレデター（プレデター）※フジテレビ版
- プロジェクト・イーグル ※ソフト版、フジテレビ版
- プロテクター（ハロルド・コー〈ロイ・チャオ〉[21]）※フジテレビ版
- フロム・ダスク・ティル・ドーン（セックス・マシーン〈トム・サヴィーニ〉）※ソフト版
- ベイビー・トーク2/リトル・ダイナマイツ（エディ〈デイモン・ウェイアンズ〉）※ソフト版
- ベスト・キッド3/最後の挑戦（ジョン・クリース〈マーティン・コーヴ〉）※フジテレビ版
- ペット・セメタリー（ティミー・ベータマン）※ソフト版
- ヘルバウンド（ロッカリー教授〈クリストファー・ニーム〉）※VHS版
- ホーリー・ウェディング（グリーソン〈リチャード・リール〉）
- 暴力脱獄
- 誇り高き戦場 ※TBS新録版
- ボディーハード（ティトゥス）
- ポリスアカデミーシリーズ（モーゼス・ハイタワー〈ババ・スミス〉）
  - ポリスアカデミー3 全員再訓練!
  - ポリスアカデミー4 市民パトロール
  - ポリスアカデミー5 バトルロイヤル ※TBS版
  - ポリスアカデミー6 マイアミ特別勤務 ※TBS版
- ホログラムマン（ウェス・ストリックランド〈ジョン・エイモス〉）
- マッドマックス2 ※フジテレビ版
- 摩天楼ブルース（アビー）
- マネー・トレイン（放火魔のトーチ〈クリス・クーパー〉）※ソフト版
- マペットの夢みるハリウッド（エル・スリーゾ・カフェのオーナー〈ジェームズ・コバーン〉）※LD版
- マンハッタン無宿（ワンダフル・ディグビー）※日本テレビ版
- ミシシッピー・バーニング（フロイド・スウィリー）※ソフト版
- メン・オブ・ウォー（金歯）
- 燃えよデブゴン（用心棒〈リー・ホイサン〉）
- 燃えよデブゴン 地獄の危機一髪（ユーイーの兄〈チャン・ルン〉）
- 野獣戦争 ※日本テレビ版
- 闇の標的（ライアン）
- ヤングガン（ヘンリー・ヒル）
- ヤング・シャーロック/ピラミッドの謎
- 幽幻道士4（悪魔）
- ユン・ピョウ in ドラ息子カンフー（公子の護衛〈ディック・ウェイ〉）
- ライオンハート ※テレビ東京版
- ラスト・キョンシー（吸血鬼の兄）
- ランボー/怒りの脱出（エリクソン〈マーティン・コーヴ〉）※フジテレビ版
- ランボー3/怒りのアフガン（クウロフ）※テレビ朝日版
- リオ・ロボ（ホワイティ・カーター）※フジテレビ版
- 龍拳（ウェイ）※日本ビデオ映像版
- 霊幻道士 ザ・ムービー 空飛ぶドラキュラ・リターンズ（トゥーロン道士）
- レッド・ドラゴン/新・怒りの鉄拳（リン）※TBS版
- ワーロック ※テレビ朝日版
- ワンス・アポン・ア・タイム・イン・アメリカ（クローニング）※VHS版

#### ドラマ
- アメリカン・ヒーロー
- 俺がハマーだ! シーズン1 #9（ジャクソン）
- 刑事コジャック シーズン1 #11（ソリー）、#12（ヴィンス・デロミ）
- 刑事コロンボシリーズ
  - 刑事コロンボ 黒のエチュード（ビリー、ウェイター）※日本テレビ版、ウェイターは完全版追加収録部分
  - 新・刑事コロンボ 汚れた超能力（錠前屋）
  - 新・刑事コロンボ 殺人講義（ドミニク・ドイル）
  - 新・刑事コロンボ 初夜に消えた花嫁（アブドル）
- こちらブルームーン探偵社
  - シーズン3 #12（給油所の大男）
  - シーズン5 #3（バイカー）
- シャーロック・ホームズの冒険 高名の依頼人（ジャーヴィス）
- 私立探偵スペンサー（ホーク〈エイヴリー・ブルックス〉）
- 私立探偵マグナム
  - シーズン1 #3（ココ）、#12（レナール）
  - シーズン2 #15（ヌーツォ）
- 新スタートレック シーズン7 #5（コラル〈ジェームズ・ウォージー〉）
- スペース・レンジャーズ（ジライアン〈ケイリー＝ヒロユキ・タガワ〉）
- ダンディ2 華麗な冒険 #14（ロイド）
- 超音速攻撃ヘリ エアーウルフ シーズン3 #10（ジム・オオシロ〈ブランスコム・リッチモンド〉）、#13（カルロス）
- 超音速ヒーロー ザ・フラッシュ（ニコラス・パイク〈マイケル・ネイダー〉）※日本テレビ版
- 特捜刑事マイアミ・バイス
  - シーズン1 #14（ハウイー・ウォン〈ジェームズ・サイトウ〉）、#17（ジョルジェス〈ヴィング・レイムス〉）
  - シーズン2 #7（シルヴィオ・ロミュラス〈ミケルティ・ウィリアムソン〉）
  - シーズン3 #4（ケラー〈ローレンス・フィッシュバーン〉）、#10（シルク〈ウェズリー・スナイプス〉）、#22（ラスコー〈ジョン・マトゥザック〉）
  - シーズン4 #1（ルイス・ブリスコ）、#5（ウォーカー・モンロー〈ヴィング・レイムス〉）
- 特攻野郎Aチーム
  - シーズン2 #12（ラン・チンの部下〈プロフェッサー・タナカ〉）
  - シーズン3 #22（ブレア〈ブランスコム・リッチモンド〉）
- ナイトライダー シーズン1 #1・2（ジャクソン）
- ナルニア国物語（オオカミ男、奴隷商人パグ）
- パワーレンジャーシリーズ
  - パワーレンジャー（フランケンシュタイン）
- ヒルストリート・ブルース
  - シーズン1 #15（ディグビー警部補）
  - シーズン5 #21（ウォーレン・ブリスコー〈アンディ・ロマーノ〉、アロンゾ）
  - シーズン6 #2・3（アンディ・セディタ）
- フリッパー シーズン1 #7（コブ）
- ヤングライダーズ シーズン1 #7（ディル）
- 来来!キョンシーズ（コウモリ道士〈ジュ・クェアロン〉）
- 霊怪道士（ワンリュウ）

#### アニメ
- アイドル忍者タートルズ（ビーバップ、作業員、運転手）
  - ミュータント・タートルズ（レザーヘッド〈2代目〉）※東和ビデオ版
- キャプテン・プラネット（デューク・ニューカム）
- ザ・シンプソンズ（メンドーザ、孤児院の理事）
- ダックテイルズ（バウンサー・ビーグル）
- 地上最強のエキスパートチーム G.I.ジョー（シップレック、ロードブロック）
- チップとデールの大作戦（ブラック、スフィンクス）
- ドナルドの恐怖の一夜（H・U・ヘネシー）※BVHE版
- バットマン
- マスク・アニメーション
- リトル・マーメイド